# Bosse Backman
Bo Stellan "Bosse" Backman, född 31 maj 1951 i Johannebergs församling, är en svensk fotbollstränare.
Backman spelade som aktiv i Örgryte IS. Backman har som tränare varit verksam i Örgryte IS, IF Warta, Stenungsunds IF, Jonsereds IF, Västra Frölunda IF, Mellerud, Lundby, Gunnilse IS och Trollhättans FK. I allsvenskan ledde Backman Örgryte IS 1998 innan han sparkades och efterträddes av Erik Hamrén. Höjdpunkten under sin tid som tränare för Öis blev 5-2-segern i derbyt mot IFK Göteborg våren 1998. Backman har under många år varit verksam i Gunnilse IS där han förutom som tränare suttit med i föreningens styrelse. Vid sidan av fotbollen arbetar han som ansvarig för Lerums kommuns fritidsanläggningar.